# Saber Marionette
Saber Marionette (セイバーマリオネット?, Seibā Marionetto) è un franchise comico/fantascientifico giapponese creato da Satoru Akahori ed iniziato nel 1995, che comprende diverse serie anime, manga e light novel.

## Produzione
Nel gennaio 1995 una serie audio drama di dodici episodi intitolata SM Girls Saber Marionette R fu trasmessa durante la trasmissione radiofonica Nowanchatte Say You. L'audio drama si concluse nell'aprile 1995, e la storia continuò un mese dopo nella forma del primo episodio di una serie di tre OAV intitolati Saber Marionette R. Il secondo episodio fu pubblicato a luglio 1995, mentre il terzo ed ultimo a settembre 1995.
Da aprile 1995 a dicembre 1995, un manga di sette capitoli intitolato SM Girls Gaiden Saber Marionette Z fu pubblicato dalla rivista AnimeV della Gakken, benché la storia non fu mai terminata. Il manga, illustrato da Megumu Okada, non fu mai raccolto in formato tankōbon. L'ottavo capitolo della storia fu invece pubblicato in forma di romanzo.
In seguito, Akahori e Katsumi Hasegawa tentarono di ricomporre la storia in Saber Marionette R 2, che però non fu mai realizzato effettivamente, e vide la luce soltanto in forma di un altro romanzo.
Ad ottobre 1995 un'altra serie di audio drama intitolata 'SM Girls Saber Marionette J fu trasmessa nel corso della trasmissione radiofonica Nowanchatte Say You ed andò avanti sino a gennaio 1996 e ad ottobre dello stesso anno iniziarono le trasmissioni di Saber Marionette J, una serie che fu trasmessa da TV Tokyo per 25 episodi. Partendo da una breve storia pubblicata nel numero di ottobre 1994 di Gekkan Dragon Magazine, furono pubblicati dodici volumi di una light novel ispirata alla serie. L'anime fu anche adattato in un manga, illustrato da Yumisuke Kotoyoshi e serializzato prima su Gekkan Dragon Jr. ed in seguito su Gekkan Comic Dragon.
Ad ottobre 1997 fu pubblicato un sequel della serie Saber Marionette J Again, in forma di serie di sei OAV, il cui ultimo episodio fu pubblicato a giugno 1998. Ad ottobre dello stesso anno iniziarono le trasmissioni della seconda serie animata, Saber Marionette J to X, che andò avanti per ventisei episodi, concludendosi nel marzo 1999.
Un manga intitolato Saber Marionette 2: Shiritsu Oedo Gakuen Koubouki fu pubblicato su Gekkan Dragon Magazine a partire da ottobre 2000, ma fu rapidamente cancellato. Un altro, intitolato Saber Marionette i ~ Neo Gene ~ illustrato da Megane Ōtomo è iniziato a luglio 2008, sempre su Gekkan Dragon Age, per poi essere successivamente raccolto in un unico tankōbon.

## Personaggi
Otaru Mamiya (间宫小樽?, Otaru Mamiya)
Altezza: 1,65 m
Peso: 55 kg
Doppiato da: Yuka Imai
Protagonista della serie, è un cittadino di Japoness, un paese di Terra II che assomiglia al Giappone feudale e custode delle tre Sabers che ha involontariamente risvegliato: Lime, Cherry e Bloodberry, che di fatto rappresentano la sua sola famiglia. Inizialmente, Otaru è totalmente sopraffatto dal carattere delle tre marionette che litigano per il suo affetto, ma che vengono ricambiate praticamente in maniera uguale. Normalmente è un ragazzo molto tranquillo ed amichevole, ma riesce anche ad essere forte e risoluto quando necessario. Ha circa diciotto anni ed ha i capelli castani con un ciuffo biondo sul davanti.
Lime (ライム?, Raimu)
Altezza: 1,55 m
Peso: 45 kg
Misure: 83-55-85
Model Number: : JSM-01R
Doppiata da: Megumi Hayashibara
Lime è la prima Saber Marionette ad essere risvegliata da Otaru ed è stata creata nel museo di storia di Japoness, un paese di Terra II. È dotata di un carattere infantile, iperattivo e facile agli entusiasmi oltre ad avere un'enorme forza fisica ed un inesauribile potere. È molto innocente e non fa alcun mistero dei sentimenti che prova per Otaru. Ha i capelli blu e gli occhi verdi.
Cherry (チェリー?, Cherie)
Altezza: 1,50 m
Peso: 43 kg
Misure: 80-50-80
Model Number: JSM-02C
Doppiata da: Yuri Shiratori
Cherry è la seconda Saber Marionette ad essere risvegliata da Otaru, ed è stata trovata nella stalla di un castello di Japoness. Apparentemente è la più giovane delle tre Marionette, ed è stata dotata del carattere dolce, calmo e premuroso tipico delle mogli giapponesi. Tuttavia anche lei è in grado di sprigionare una grande forza quando necessario. Ha inoltre la capacità di analizzare la forza e le tecniche dei propri nemici, ed è un'ottima cuoca.
Bloodberry (ブラドベリー?, Buradoberī)
Altezza: 1,65 m
Peso: 49 kg
Misure: 94-60-90
Model Number: JSM-03B
Doppiata da: Yuri Shiratori
Bloodberry è la terza Saber Marionette ad essere risvegliata da Otaru, ed è stata trovata nella statua di Ieyasu, al di fuori del suo castello. BloodBerry compare nel quinto episodio, ed è in assoluto la più "matura" delle tre Marionette. Ama impressionare Otaru con le sue forme ed il proprio fascino, e con le stesse argomentazioni è solita prendere in giro Lime. Ciò nonostante è anche un'ottima combattente ed una sorella maggiore per Lime e Cherry.

## Timeline
- Arrivo della colonia spaziale Mesopotamia sul pianeta Terra 2
- 300 anni dopo l'arrivo
  - Saber Marionette J (serie TV)
    - Saber Marionette J Again (OAV)
      - Saber Marionette J to X (serie TV)
- 500 anni dopo l'arrivo
  - SM Girls Saber Marionette R audio drama
    - Saber Marionette R (OAV)
- 800 anni dopo l'arrivo
  - Saber Marionette Z (manga)